# Sana (folyó)

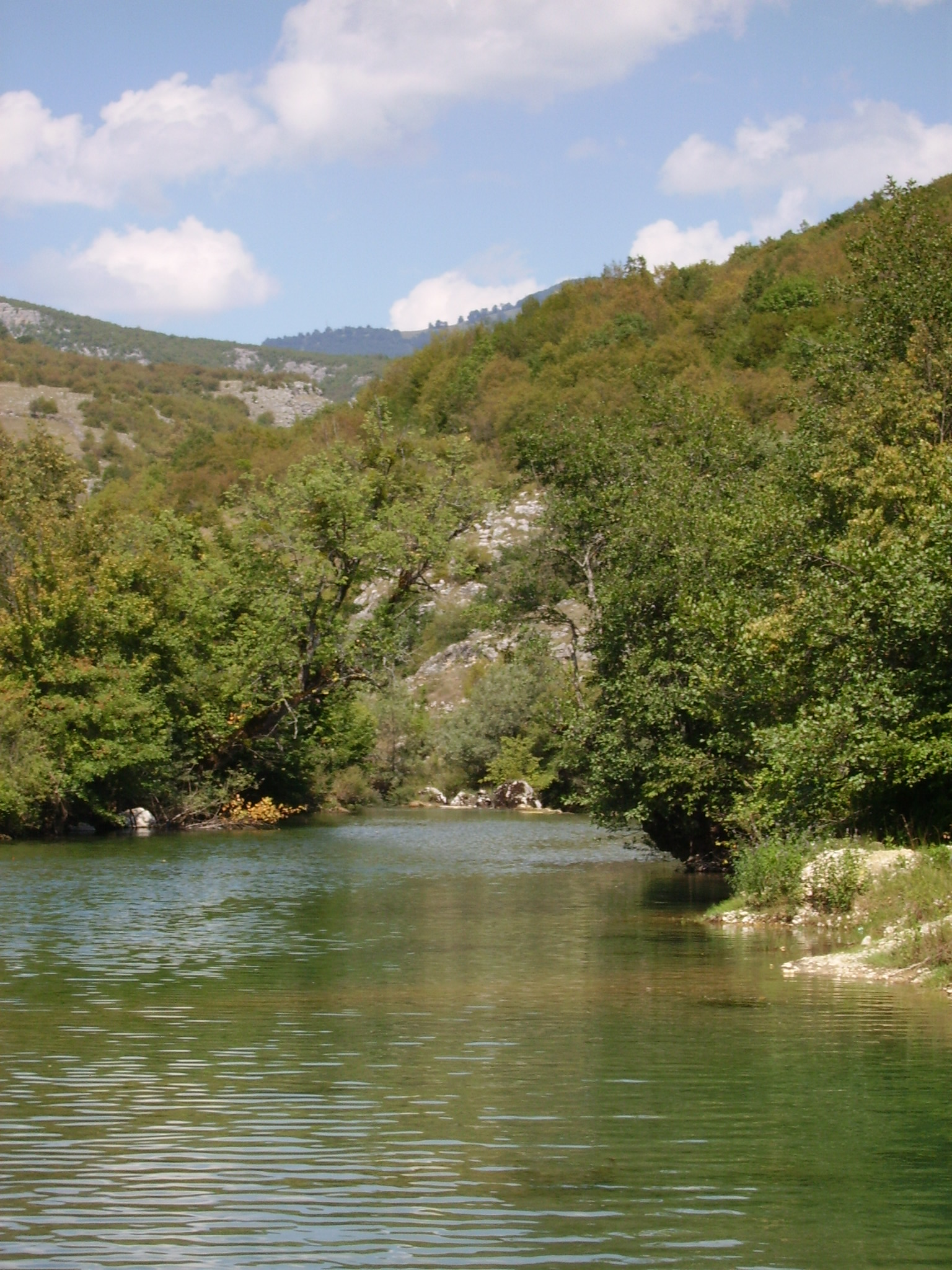
A Sana folyó egy szakasza Donji Vrbljani közelében

A Sana (ejtsd: Szana) folyó Bosznia-Hercegovina nyugati részén, az Una jobb oldali mellékfolyója. Hossza 146 km, vízgyűjtő területe 3370 km². Az Una és a Neretva mellett Bosznia legszebb folyói közt tartják számon. 

## Futása
A Dinári-hegységben, a bosznia-hercegovinai Szerb Köztársaságban, Šipovo városkánál négy karsztforrásából ered Banja Lukától 50 km-re délnyugatra. A Grmeč-hegység északkeleti oldalán fut északi irányban, majd a Kozara-hegység nyugat-északnyugatra téríti. Novi Gradnál torkollik az Unába, ahol átlagos vízhozama 90 m³ másodpercenként.
Jelentősebb városok a folyó mentén: Sanski Most, Prijedor, Novi Grad (korábban Bosanski Novi).

## Lásd még
- Szana vármegye